# Melissa and Joey
Melissa & Joey é uma série de televisão americana que estreou nos Estados Unidos em 17 de agosto de 2010 na ABC Family e em 4 de outubro de 2011 no Brasil, no canal a cabo Sony Spin. Seu último episódio foi em 5 de agosto de 2015.

## Sinopse
A série mostra Mel, uma política, filha de um político. Quando um escândalo faz com que sua irmã seja presa, Mel se vê obrigada a cuidar de seus sobrinhos Lennox e Ryder. Mel acaba contratando Joey, ex-sócio da empresa dos pais de Lennox e Ryder que perdeu tudo por causa dele, para cuidar de seus sobrinhos enquanto ela trabalha.

## Elenco

### Elenco principal
- Melissa Joan Hart como Melissa "Mel" Burke, é uma política de Toledo, Ohio. Na adolescência era rebelde e festeira, agora precisa assumir responsabilidade para cuidar de seus sobrinhos e seu cargo político.
- Joey Lawrence como Joseph "Joe" Longo, ex-empresário que perdeu o emprego, dinheiro e esposa com o esquema de fraude montado pelo cunhado de Mel. Precisando de emprego e vendo a dificuldade de Mel para cuidar dos sobrinhos ele aceita ir trabalhar para ela.
- Taylor Spreitler como Lennox Elizabeth Scanlon, sobrinha de Mel. Meio rebelde, Lennox quer ser popular no colégio.
- Nick Robinson como Ryder Scanlon, sobrinho de Mel e irmão mais novo de Lennox. Como muitos garotos de sua idade gosta de esportes e assistir TV.

## Produção
A série é o segundo projeto que Melissa e Joey trabalham juntos. Eles haviam feito um filme para o mesmo canal anteriormente. No início do seriado houve críticas em relação a falta de química entre os dois atores.
Em 8 de outubro de 2010, a ABC Family anunciou a realização de mais 20 episódios para a primeira temporada, totalizando 30. A primeira parte da primeira temporada terminou em 26 de outubro de 2010. A segunda metade começou a ser exibida em 29 de junho de 2011. Em 11 de julho de 2011, a ABC Family anunciou que Melissa & Joey teria uma segunda temporada. Após quatro temporadas e mais de 100 episódios a série teve fim em 05 de agosto de 2015.

## Audiência
A primeira temporada teve uma média de 1,36 milhões de telespectadores por episódio.

## Participações Especias
- Lucy DeVito como Stephanie Krause, assistente legislativa de Mel entra em cena no episódio 7.
- Rachel G. Fox como Holly Rebeck, a manipuladora namorada de Ryder.
- Christopher Rich como Russell Burke, senador pai de Melissa Burke e avô de Lennox e Ryder.
- Megan Hilty como Tiffany Longo, ex-mulher de Joey a qual terminou com ele após ele perder todo seu dinheiro.
- Scott Michael Foster como George Karpelos, Jr.,atua como amante de Mel de 24 anos a partir do episódio 21 da primeira temporada, mas o relacionamento acaba quando George muda-se para Itália a negócio.
- Cody Linley como Aidan Haber, se envolve romanticamente com Lennox na segunda temporada.
- Gregg Sulkin como Haskell Davis, namorado de Lennox na segunda temporada.
- Rita Rudner como Monica Burke, casada com Russell Burke e mãe de Melissa.
- Trevor Donovan como Austin, amigo de infância de Mel, que volta no episódio 5 da 3 temporada e passa a ter uma relação amorosa com Mel. Embora no episódio 17 da 3 temporada, em que Mel ''recusa'' o pedido de casamento de Austin, colocando um fim na relação deles, pode não significar o fim, pois o Austin voltará nos próximos episódios.
- Sterling Knight como Zander namorado da Lennox